# Gmina Będzino
Die Gmina Będzino (deutsch Gemeinde Alt Banzin) ist eine Landgemeinde in der Woiwodschaft Westpommern in Polen. Sie gehört zum Powiat Koszaliński (Kösliner Kreis). Der Verwaltungssitz befindet sich in Będzino (Alt Banzin).

## Allgemeines

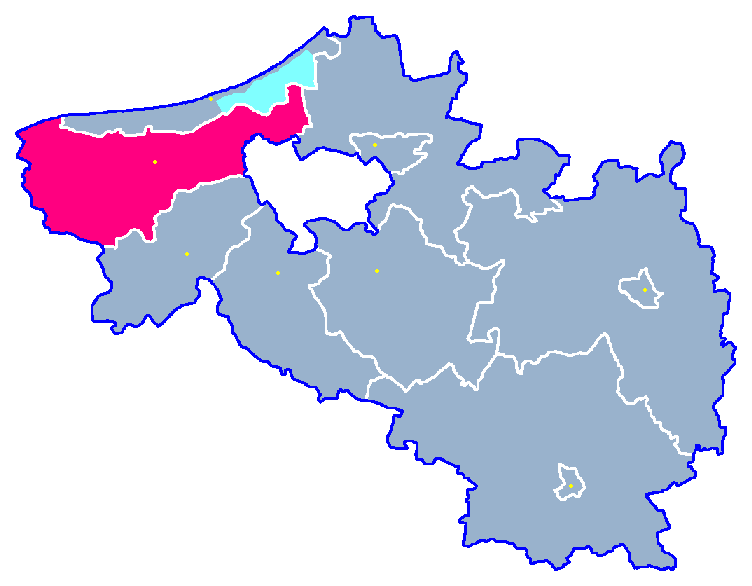
Lage der Gmina Będzino im Powiat Koszaliński

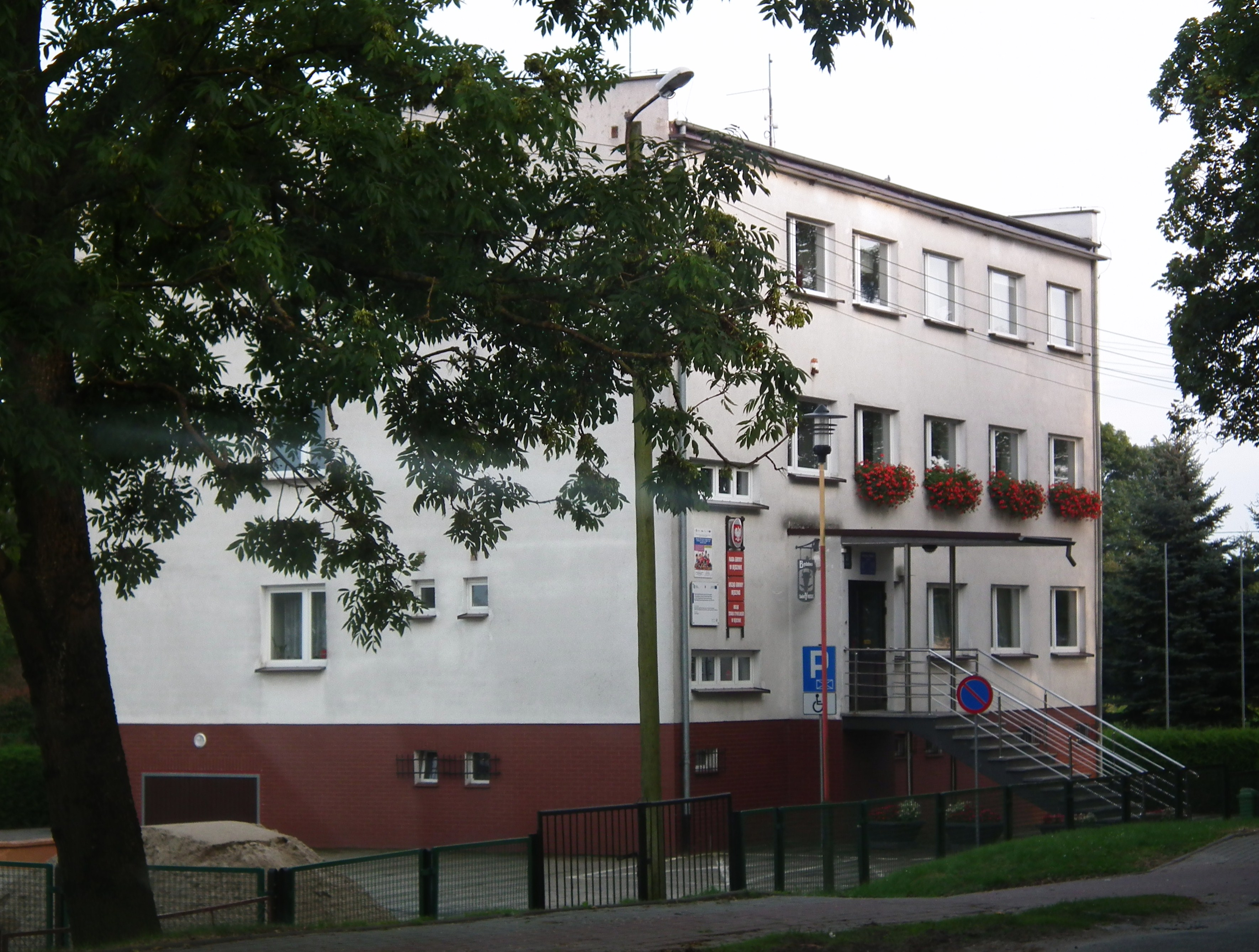
Gemeindeverwaltung

Die Landgemeinde umfasst eine Fläche von 180,92 km², was 10,8 % der Gesamtfläche des Powiat Koszaliński entspricht. Mit der Zahl von 9.300 Einwohnern liegt die Gemeinde an 37. Stelle der 114 Gemeinden in der Woiwodschaft Westpommern.
Nachbargemeinden der Gmina Będzino sind:
- die kreisfreie Stadt Koszalin (Köslin)
- Gmina Biesiekierz (Gemeinde Biziker), Gmina Mielno (Gemeinde Großmöllen) und Gmina Sianów (Gemeinde Zanow) im Powiat Koszaliński,
- Gmina Karlino (Gemeinde Körlin) im Powiat Białogardzki (Belgarder Kreis)
- Gmina Dygowo (Gemeinde Degow) und Gmina Ustronie Morskie (Gemeinde Henkenhagen) im Powiat Kołobrzeski (Kolberger Kreis).

## Gemeindegliederung
Die Gemeinde ist in 25 Ortsteile („Schulzenämter“) unterteilt, denen insgesamt 46 Ortschaften zugeordnet sind:

### Ortsteile
- Będzinko (Neu Banzin)
- Będzino (Alt Banzin)
- Dobiesławiec (Neuenhagen)
- Dobre (Todenhagen)
- Dobrzyca (Kordeshagen)
- Kiszkowo (Kiepersdorf)
- Kładno (Kaltenhagen)
- Komory (Kiefstücken)
- Łekno (Bast)
- Łopienica (Lappenhagen)
- Łasin Koszaliński (Lassehne)
- Miłogoszcz (Hohenfelde)
- Mścice (Güdenhagen)
- Popowo (Poppenhagen)
- Skrzeszewo (Schreitstaken)
- Słowienkowo (Wolfshagen)
- Smolne (Schmollenhagen)
- Strachomino (Strachmin)
- Strzepowo (Strippow)
- Strzeżenice (Streitz)
- Śmiechów-Borkowice (Schulzenhagen-Borkenhagen)
- Tymień (Timmenhagen)
- Uliszki (Steinkrausfelde)
- Wierzchominko (Varchminshagen)
- Wierzchomino (Varchmin)

### Weitere Ortschaften
Barnin (Barning), Barninek (Barning), Dobre Małe (Klein Todenhagen), Dworek (Amalienhof), Kazimierz Pomorski (Kasimirsburg), Łubniki (Lebeckenhof), Maczno, Miłogoszcz (Hohenfelde), Pakosław (Pagelsdorf), Pleśna (Pleushagen), Podamirowo (Puddemsdorf), Podbórz (Falkenburg), Przybyradz, Stoisław (Karlshof), Strzeżnice, Świercz, Wiciąże Pierwcze (Ritterland), Zagaje und Ziębrze (Leinbach).

## Verkehr

### Straßenverkehr
Die Gmina Będzino liegt verkehrsgünstige an der Landesstraße 11, die die Ostseeküste bei Kołobrzeg mit dem oberschlesischen Bytom verbindet. Die Kreisstadt Koszalin befindet sich in unmittelbarer Nachbarschaft.
In Mścicce (Güdenhagen) zweigt von der Landesstraße 11 die Woiwodschaftsstraße 165 ab, ein fünf Kilometer langer Ostseeküstenzubringer, der besonders an Wochenenden die Urlauber von Koszalin kommend in das Ostseebad Mielno (Großmöllen) und dessen Nachbarorte leitet.

### Schienenverkehr
Durch das Gemeindegebiet zieht sich die Bahnstrecke 402 der Polnischen Staatsbahn (PKP), deren Abschnitt hier seit 1899 in Betrieb ist. Sechs Bahnstationen liegen in der Gmina Będzino: Mścice (Güdenhagen), Kazimierz Pomorski (Bast-Kasimirsburg), Będzino (Alt Banzin), Słowienkowo (Wolfshagen), Miłogoszcz (Hohenfelde) und Tymień (Timmenhagen).
Im Jahr 1905 wurde im Gebiet der heutigen Gmina eine weitere Bahnstrecke in Betrieb genommen: von Güdenhagen nach Großmöllen (Mielno Koszalińskie), die 1913 von Köslin nach Nest (Unieścia) erweitert wurde. Die Betriebsführung der Strecke hatte die Kösliner Stadt- und Strandbahn. Bereits nach 1945 wurde der Betrieb auf der erweiterten Strecke eingestellt, auf dem übrigen Abschnitt im Jahr 1994.